# Тихоокеански бои
Малайско-тихоокеанските бои (Candoia) са род змии от семейство боидни, разпространени в Нова Гвинея, Соломонови острови, Молукски острови и остров Сулавеси. Този род змии са със сравнително едро и тежко тяло. Украската им е различна: при някои видове тя може да има ярки оттенъци, но преобладава кафявото и черното.

## Видове
- Candoia aspera – Ново-гвинейска боа
- Candoia australis – Соломонова дървесна боа
- Candoia bibroni – Боа от Фиджи
- Candoia carinata – Тихоокенска боа
- Candoia paulsoni – Скосеноноса боа на Полсън
- Candoia superciliosa – Скосеноноса боа от Палау

## Особености
Съществуват разлики между отделните видове най-вече в размерите, които варират между 80 cm и 4 m. Най-едри са видовете от Сулавеси, Нова Гвинея и молукския остров Халмахера.
Плячка на тези змии най-често стават птици, влечуги, гризачи, а по-едрите видове нападат и валаби (вид кенгуру от Нова Гвинея), крокодили, а в Сулавеси- маймуни и диви свине.
Сред този род има много ендемити за малки острови, каквито например са боата от Халмахера, един от Молукските острови, която се среща само на този остров и някои видове от Соломоновите острови. Голям е и броят на ендемичните видове на остров Сулавеси, който е най-западната точка на ареала на малайско-тихоокеанските бои. Тъй като малките острови са крехки екосистеми, някои видове от този род са застрашени от изчезване, особено видове, които са ендемити за малък остров.